# Abidos (Pirineos Atlánticos)
 Abidos  (en occitano Avidòs) es una población y comuna francesa, en la Región de Nueva Aquitania, departamento de Pirineos Atlánticos, en el Pau y cantón de Corazón de Bearne.

## Historia
De 1793 a 2015 formó parte del cantón de Lagor

## Demografía
| Gráfica de evolución demográfica de Abidos entre 2006 y 2018 |
|                                                              |

Fuentes: INSEE.